# George Cramne
George Kelly Cramne (Monrovia, Libera, 20 de diciembre de 1966) es un deportista olímpico sueco, nacido en Liberia, que compitió en boxeo, en la categoría de peso ligero y que consiguió la medalla de plata en los Juegos Olímpicos de Seúl 1988.

## Palmarés internacional
| Juegos Olímpicos | Juegos Olímpicos     | Juegos Olímpicos | Juegos Olímpicos |
| Año              | Lugar                | Medalla          | Prueba           |
| ---------------- | -------------------- | ---------------- | ---------------- |
| 1988             | Seúl (Corea del Sur) | Medalla de plata | Peso ligero      |